# Roger de Beauvoir
Pour les articles homonymes, voir Beauvoir.
Eugène-Augustin-Nicolas Roger, dit Roger de Beauvoir, né le 28 novembre 1807 dans l'ancien 2e arrondissement de Paris et décédé le 27 août 1866 à Paris 17e, est un romancier, poète et dramaturge romantique français.

## Biographie

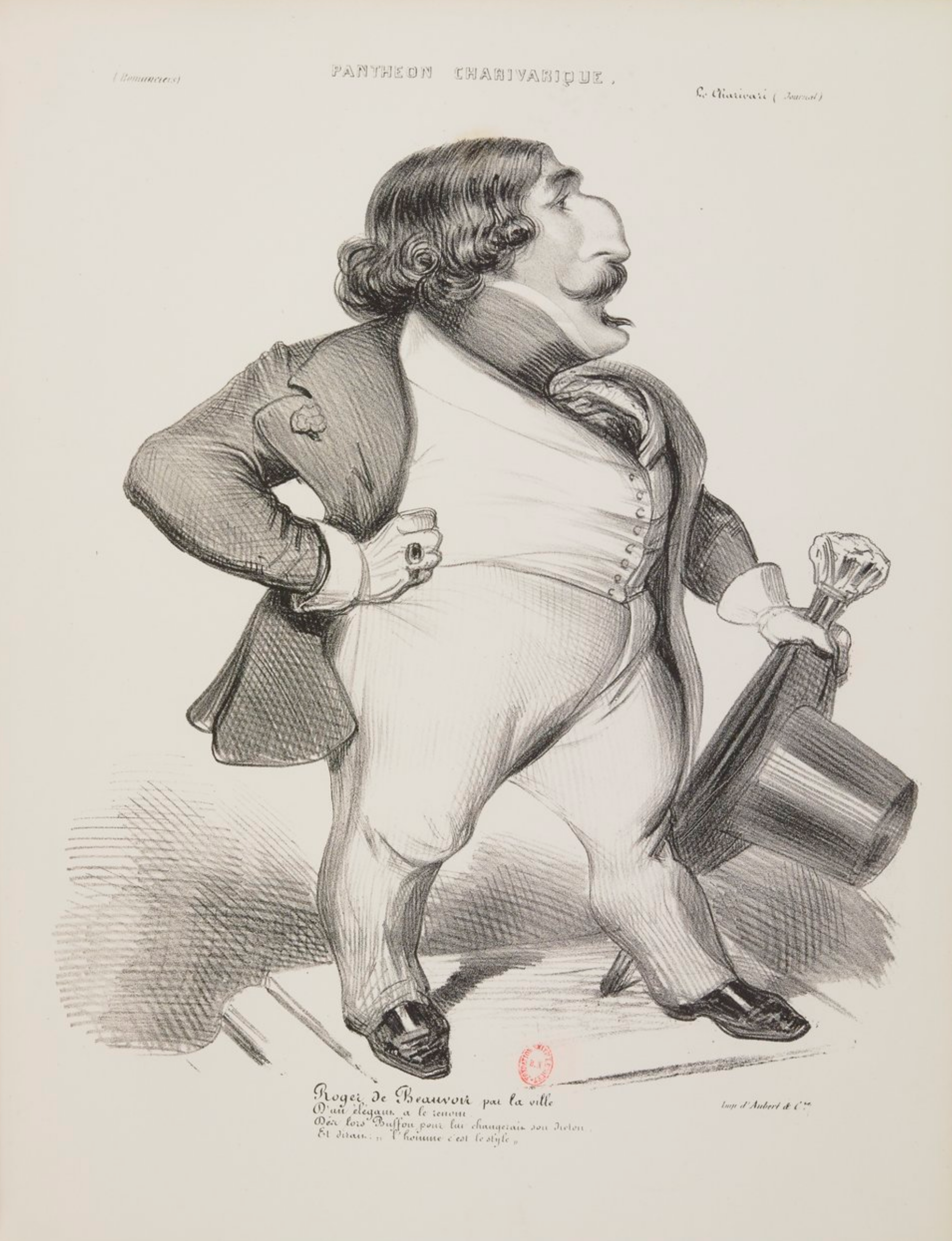
Roger de Beauvoir caricaturé par Benjamin Roubaud.

Fils de Nicolas Roger (1766-1820), receveur général des finances, chevalier de la Légion d'honneur et de l'Ordre de l'Eperon d'Or, et de Marie Geneviève Françoise de Bully (1775-1845), il est d'abord connu sous le nom de Roger de Bully. Il adopta le pseudonyme de Roger de Beauvoir (du nom d'une propriété de ses parents) à la demande de son oncle maternel Charles-Joseph-Augustin de Bully député royaliste du Nord. Balzac (qui s'était d'ailleurs lui-même attribué une particule) a écrit dans un numéro de la Revue parisienne « M. Roger de Beauvoir, qui ne s'appelle ni Roger ni Beauvoir ».
Son esprit, sa beauté et son genre de vie aventureux le rendirent célèbre dans Paris. Delphine de Girardin le surnomma le « Musset brun ». Il fut un grand ami d'Alexandre Dumas père, mais aussi l'amant d'Ida Ferrier avant qu'elle n'épouse Dumas. Contrairement à ce qu'indiquent certaines sources, il ne fut pas leur témoin de mariage. Disposant de ressources importantes, il mena grand train, donnant de belles fêtes dans son appartement de la rue de la Paix puis dans les salons du premier étage de l'hôtel de Lauzun, nommé aussi l'hôtel Pimodan, qu'il loua un peu plus d'un an. Il fut emprisonné pendant trois mois et condamné à une amende de 500 francs pour un poème satirique, Mon procès, écrit en 1849 après son divorce durant lequel il se battit pour avoir le droit de voir ses enfants. Atteint de la goutte, il passa les dernières années de sa vie, à demi ruiné, confiné dans un fauteuil, dans un appartement des Batignolles. Quelques-uns de ses vieux amis, dont Barbey d'Aurevilly, lui rendirent visite jusqu'au bout.

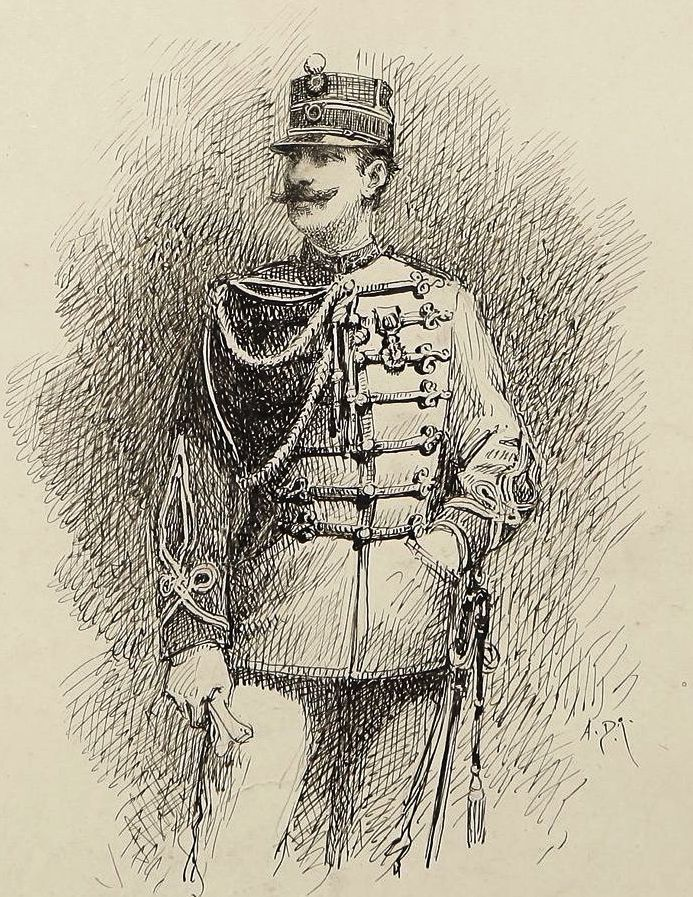
L'autre Roger de Beauvoir, officier d'état-major en 1892, dessin à la plume d'Armand-Dumaresq.

En 1844, il rencontra l'actrice Léocadie Doze, pensionnaire de la Comédie Française, élève préférée de Mademoiselle Mars et connue pour sa grande beauté. Leur premier fils  Eugène (1845-19?) fut  homme de lettres et  vaudevilliste, leur fille Eugénie née en 1846 mourut à l'âge de quinze ans en 1861. Il épousa sa compagne en 1847 et ils eurent un deuxième fils Henri (21 septembre 1847 Santeny - 18 août 1909 Val-de-Grâce) qui fut historien de l'armée française et éditeur de L'Armée Française, Album, Annuaire qui parut de 1895 à 1908. Ils se séparèrent judiciairement en 1850.

## Œuvres
Les œuvres les plus connues comprennent Le Chevalier de Saint-Georges (1840), Les Œufs de Pâques (1856) et Le Pauvre Diable (réimprimé en 1871). On lui prête cette Épitaphe du roi Louis XVIII :
Ci-gît ce roi polichinelle,

Imitateur du grand Henry,

Qui prit Decaze pour Sully

Et quelquefois pour Gabrielle.

## Publications
- L'Écolier de Cluny ou le Sophisme, 1832
- Il Pulcinella. L'Homme des Madones : Paris, Naples, Rome, 1834 Texte en ligne
- La Cape et l'épée, 1837
- Le Chevalier de Saint-Georges, 4 vol., 1840 Texte en ligne
- Le Cabaret des morts, 1840. Contient aussi : La Laitière de Trianon, Un Pamphlet, La Mal'aria, Le Peloton de fil.
- Les Trois Rohan, 2 vol., 1842
- Gobelius, 1843
- Safia, 1843
- Madame de Soubise, 1843
- L'Île des Cygnes, 2 vol., 1844
- La Porte du soleil, 4 vol., 1844
- Le baigneur de Dieppe, ca 1847
- Mon Procès, 1849
- Les Œufs de Pâques, 2 vol., 1856 Texte en ligne 1 2
- La Lescombat, 1859. Contient :
  - Le Moulin d'Heilly,
  - David Dick,
  - Les Eaux des Pyrénées,
  - Mademoiselle de Sens.Texte en ligne
- Mademoiselle de Choisy, 1859
- Les Soirées du Lido (1860 Texte en ligne
- Les Meilleurs Fruits de mon panier, M. Lévy frères, (Paris, 1862) Texte disponible en ligne sur LillOnum
- Duels et duellistes, 1864
- Profils et charges à la plume. Les Soupeurs de mon temps (1868)
- Le Pauvre Diable, 1871 Texte en ligne
- Histoires cavalières, 1874 Texte en ligne
- Les Mystères de l'île Saint-Louis, chroniques de l'hôtel Pimodan, 2 vol., 1877  Texte en ligne 1 2
- Aventurières et courtisanes, 1880 Texte en ligne
- Les Disparus, 1887 Texte en ligne
- Voluptueux souvenirs ou le souper des douze, publié pour la première fois d'après le manuscrit original de R. de B. (s.d.)

Théâtre
- Suzanne, comédie-vaudeville en 2 actes, Paris, Théâtre du Palais-Royal, 28 novembre 1837. Avec Eugène Guinot et Mélesville.
- Le Chevalier de Saint-Georges, vaudeville en 1 acte, Paris, Théâtre des Variétés, 15 février 1840. Avec Melesville.
- Le Neveu du mercier, vaudeville en 3 actes, Paris, Théâtre du Vaudeville, 6 mars 1841. Avec Félicien Mallefille.
- Les Enfers de Paris, 5 actes mêlés de chant, Théâtre des Variétés, 16 septembre 1853
- Paris à l'exposition, revue en 4 actes, Paris, Théâtre des Nouveautés, 6 mai 1867. Avec Fernand Langlé.

## Source
- Gustave Vapereau, Dictionnaire universel des littératures, Paris, Hachette, 1876, p. 221